# Shante Koti
Pour les articles homonymes, voir Koti.
Shante Thandiso Keleboglie Koti, née le 11 juin 2006, est une gymnaste artistique sud-africaine.

## Carrière
Aux Championnats d'Afrique de gymnastique artistique 2022 au Caire, Shante Koti remporte la médaille d'argent du concours par équipes.
Elle est médaillée d'or par équipes lors des Championnats d'Afrique de gymnastique artistique 2023 à Pretoria.
Elle est médaillée d'argent du concours par équipes aux Championnats d'Afrique de gymnastique artistique 2024 à Marrakech.